# Пух камењар
Пух камењарац (Graphiurus platyops) је врста глодара из породице пухова (Gliridae). 

## Распрострањење
Ареал врсте покрива средњи број држава. 
Врста има станиште у Замбији, Зимбабвеу, Мозамбику, Јужноафричкој Републици, Боцвани, Малавију и Свазиленду.

## Угроженост
Ова врста није угрожена, и наведена је као последња брига јер има широко распрострањење.